# Matisia cordata
Matisia cordata är en malvaväxtart som beskrevs av Alexander von Humboldt och Bonpl.. Matisia cordata ingår i släktet Matisia och familjen malvaväxter. Inga underarter finns listade i Catalogue of Life.

## Bildgalleri

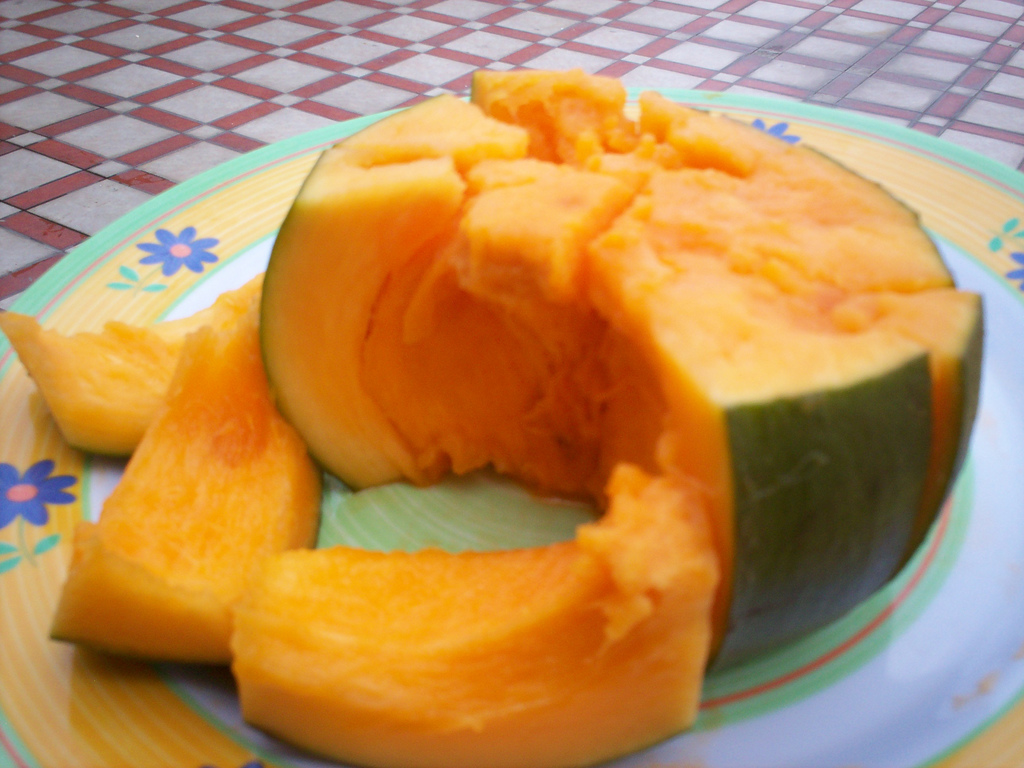
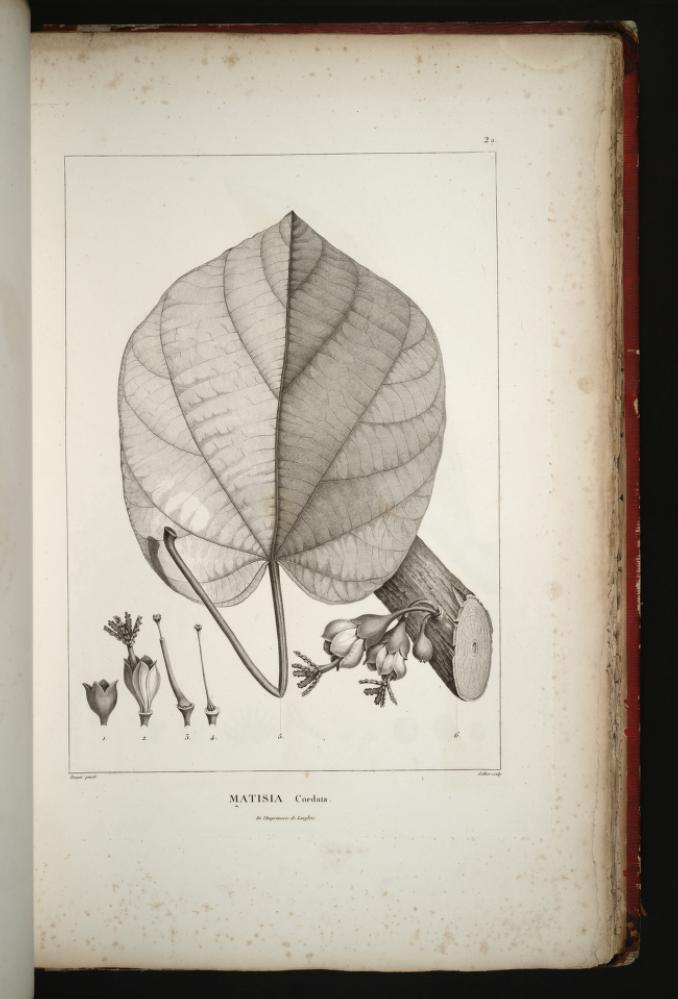